# Eupithecia fumosae
Eupithecia fumosae là một loài bướm đêm trong họ Geometridae.